# Липовка (Байкаловський район)
Ли́повка (рос. Липовка) — присілок у складі Байкаловського району Свердловської області. Входить до складу Байкаловського сільського поселення.
Населення — 378 осіб (2010, 429 у 2002).
Національний склад населення станом на 2002 рік: росіяни — 95 %.